# Салонта
Салонта (рум. Salonta) — місто у повіті Біхор в Румунії, що має статус муніципію.
Місто розташоване на відстані 434 км на північний захід від Бухареста, 36 км на південний захід від Ораді, 148 км на захід від Клуж-Напоки, 120 км на північ від Тімішоари.

## Населення
За даними перепису населення 2002 року у місті проживали 18 074 особи.
Національний склад населення міста:
| Національність | Кількість осіб | Відсоток |
| -------------- | -------------- | -------- |
| угорці         | 10335          | 57,2 %   |
| румуни         | 7267           | 40,2 %   |
| цигани         | 379            | 2,1 %    |
| словаки        | 45             | 0,2 %    |
| німці          | 29             | 0,2 %    |
| українці       | 9              | < 0,1 %  |
| євреї          | 3              | < 0,1 %  |
| італійці       | 3              | < 0,1 %  |
| серби          | 1              | < 0,1 %  |
| болгари        | 1              | < 0,1 %  |

Рідною мовою назвали:
| Мова       | Кількість осіб | Відсоток |
| ---------- | -------------- | -------- |
| угорська   | 10501          | 58,1 %   |
| румунська  | 7256           | 40,1 %   |
| циганська  | 241            | 1,3 %    |
| словацька  | 44             | 0,2 %    |
| німецька   | 19             | 0,1 %    |
| українська | 8              | < 0,1 %  |
| італійська | 2              | < 0,1 %  |
| сербська   | 1              | < 0,1 %  |
| болгарська | 1              | < 0,1 %  |

Склад населення міста за віросповіданням:
| Релігія                                       | Кількість осіб | Відсоток |
| --------------------------------------------- | -------------- | -------- |
| реформати                                     | 9241           | 51,1 %   |
| православні                                   | 6591           | 36,5 %   |
| римо-католики                                 | 1186           | 6,6 %    |
| баптисти                                      | 614            | 3,4 %    |
| греко-католики                                | 155            | 0,9 %    |
| п'ятдесятники                                 | 90             | 0,5 %    |
| не релігійні                                  | 36             | 0,2 %    |
| адвентисти                                    | 24             | 0,1 %    |
| лютерани (Синодально-пресвітеріанська церква) | 19             | 0,1 %    |
| унітарії                                      | 17             | 0,1 %    |
| атеїсти                                       | 14             | 0,1 %    |
| бретрени                                      | 6              | < 0,1 %  |
| юдеї                                          | 6              | < 0,1 %  |
| мусульмани                                    | 5              | < 0,1 %  |
| лютерани (Аугсбурзького сповідання)           | 5              | < 0,1 %  |
| лютерани                                      | 2              | < 0,1 %  |
| старообрядці                                  | 1              | < 0,1 %  |
| не вказали релігію                            | 13             | 0,1 %    |

## Уродженці
- Мірча Павлов (* 1937) — румунський шахіст.